# Piasecki Helicopter
Piasecki Helicopter Corporation war ein US-amerikanisches Unternehmen in Philadelphia, Pennsylvania, welches Hubschrauber entwickelte und produzierte.

## Geschichte

### Entstehung
Bereits 1943 gründete Frank Piasecki mit einem ehemaligen Schulkameraden die Firma PV Engineering Forum. Obwohl er für diese Vorläuferfirma lediglich einen Hubschrauber, den PV-2, entwarf, zeigte die US Navy großes Interesse, sodass Piasecki einen Auftrag zur Entwicklung eines Hubschraubers erhielt. Hierfür benannte er die Firma 1946 in Piasecki Helicopter Corporation um, ein Jahr später wurde sie im Handelsregister eingetragen. Neben dem ursprünglichen Standort in Philadelphia kam ein weiterer in Morton dazu. Nach dem PV-2 sind alle weiteren Hubschrauber Transporthubschrauber mit doppeltem Hauptrotor in Tandem-Konfiguration. Mit diesen Modellen war die Firma sehr erfolgreich.

### Neuausrichtung und Übernahme
Vermutlich nach Streitigkeiten verließ Firmengründer Piasecki die Firma 1955 und gründete einen weiteren Hubschrauberhersteller, die Piasecki Aircraft Corporation. Die Piasecki Helicopter Corporation wurde nach seinem Weggang 1956 in Vertol Aircraft Corporation umbenannt. Unter diesem Namen entstand nur noch ein Prototyp, der Vertol VZ-2. Danach kaufte Boeing, bis dahin nur Flugzeughersteller, das Unternehmen und erweiterte dadurch sein Portfolio. Boeing  Vertol ist bis heute eine eigene Abteilung mit Schwerpunkt Hubschrauberentwicklung.

## Hubschrauber
als PV Engineering Forum:
- Piasecki PV-2

als Piasecki Helicopter Corporation:
- Piasecki HRP, intern bezeichnet als PV-3/PV-17
- Piasecki YH-16, intern bezeichnet als PV-15
- Piasecki HUP „Retriever“/H-25 „Army Mule“
- Piasecki H-21 „Workhorse“, intern bezeichnet als PD-22

als Vertol Aircraft Corporation:
- Vertol VZ-2